# 北溝故宮文物典藏山洞
 北溝故宮文物典藏山洞，是位於臺灣臺中市霧峰區吉峰里的北溝故宮防空隧道，1953年為防止故宮文物遭空襲而建，今列歷史建築。

## 由來
北京故宮文物存放於臺中糖廠倉庫時，中華民國教育部部長杭立武就擔憂此處為市區易遭空襲，要求另地存放。文物轉至霧峰北溝後，1952年5月3日，國立中央博物圖書院館聯合管理處（聯管處）與國立故宮中央博物院共同理事會（共同理事會）舉行會議，王世理事提議在北溝故宮庫房附近山地開建小規模山洞，以備必要時將最精文物存入。國立故宮博物院副院長莊嚴之子莊靈回憶，當時人員可能考慮之前故宮文物暫放於貴州華嚴洞的經歷，認為可同樣在北溝挖隧道作防空保護。聯管處先請基泰工程司測估計建築費，於11月15日遞交工程圖呈送教育部向行政院爭取預算，次年3月27日行政院獲准以新台幣40萬元建設。
1953年4月9日，中榮營造廠開始建造寬2.45公尺、高3.1公尺、壁厚30公分、長119.26 公尺、22個透氣孔、21座混凝土門型框架的U型隧道，迄12月26日驗收完成。雖隧道內部有通風設備，但始終無法克服漏水問題，因此書畫類等易受潮的文物就不搬入。1954年9月21日，共同理事會通過《文物精品入洞以策安全辦法》，聯管處即挑選故宮博物院文物332箱、中央博物圖書院文物163箱、中央圖書館文物60箱加以「洞」字號作編號，作為可放於隧道的文物。

## 廢棄
故宮文物從霧峰遷至台北故宮博物院數十年後，至1978年9月21日，莊嚴之子莊因回北溝尋兒時回憶時，發現此處作爲臺灣省電影製片廠，建築尚有保存。1990年1月1日，台灣電影文化城在此開幕。原先典藏文物的隧道作為娛樂設備「時光隧道」。

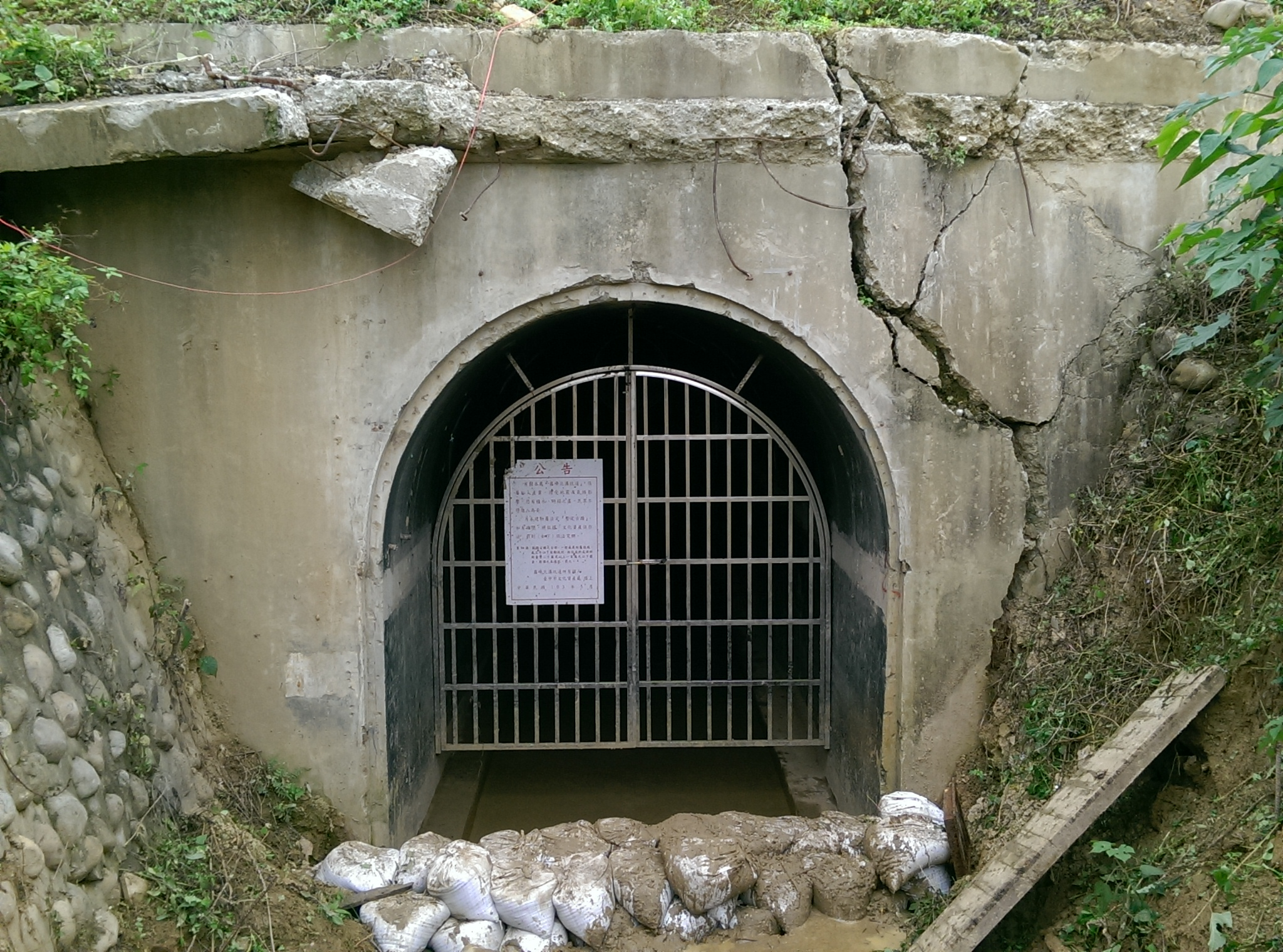
北溝故宮文物典藏山洞西側入口

九二一地震後，由林姓及洪姓業者將北溝故宮原址買下，夷平建物作工廠用地。原先占地約6800平方公尺的北溝故宮建物群，僅存防空洞。導致2014年1月19日NHK電視台來此拍攝時直呼可惜。

## 文保
台中市北溝文化協進洪寶字和連倉富認為北溝具重要歷史意義，若將典藏山洞規畫發展應可帶動觀光。2014年2月14日，莊靈、文化資產審議委員劉益昌、方怡仁到北溝溝通後，地主同意徵調挖土機開挖出隧道出口。2月19日《聯合報》刊出莊靈呼籲保留隧道的文章。莊靈、與臺灣花園城市發展協會吳東明等人先後在朝陽科技大學、霧峰區圖書館、屯區社區大學等地演講、舉辦北溝故宮老照片攝影展，終於使得台中市政府在該年10月3日正式將隧道列為臺中市歷史建築。
2015年1月21日，文化部文化資產局長施國隆來此勘查，從隧道右側入口進入，發現可見大型通風管和陳舊燈管，走約10分鐘從左側出口出來。5月30日，導演李佳懷紀錄片《廢墟的力度－北溝藏寶傳奇》在霧峰舉行首映會，故宮院長馮明珠、莊靈、文化局文資處長張祐創、立委黃國書、市議員李天生、林碧秀等人出席。
2019年8月18日，李姓地主以安全為由，將隧道洞口填平封閉。2025年6月30日，對於臺中市議員李天生建議市府收購此處土地以突破目前困境，台中市文資處長李智富回應有經費困難。